# André Luiz de Souza Silva
André Luiz de Souza Silva (sinh ngày 17 tháng 9 năm 1974) là một cầu thủ bóng đá người Brasil.

## Sự nghiệp câu lạc bộ
André Luiz de Souza Silva đã từng chơi cho Consadole Sapporo, Kyoto Purple Sanga, Sagan Tosu, Ventforet Kofu, Mito HollyHock và Zweigen Kanazawa.